# Бирзія
Бирзі́я (болг. Бързия) — село в Монтанській області Болгарії. Входить до складу общини Берковиця.

## Населення
За даними перепису населення 2011 року у селі проживали 1513 осіб.
Національний склад населення села:
| Національність   | Кількість осіб | Відсоток |
| ---------------- | -------------- | -------- |
| болгари          | 1437           | 98,6%    |
| інша             | 8              | 0,5%     |
| не визначились   | 9              | 0,6%     |
| Всього відповіли | 1458           |          |

Розподіл населення за віком у 2011 році:
Динаміка населення: